# Владимир Гагулић
Владимир (Марка) Гагулић (Прокупље, 30. септембар 1878) био је српски наредник. Носилац је Карађорђеве звезде са мачевима.

## Биографија
Рођен је 30. септембра 1878. године у Прокупљу, од оца Марка и мајке Милице. У Први светски рат мобилисан је као рез. наредник. Орденом КЗм са мачевима одликован је 1914. године, када је као наредник презео команду над водом и напао далеко надмоћнијег непријатеља наневши му губитке и одбацивши га на полазни положај. Због испољене храбрости и војничким квалитета унапређен је у рез. потпоручника а из рата је изашао са чином капетана I класе. За време рата рањаван је четири пута. Поред ордена КЗм одликован је Златном медаљом за храброст 1913. године, другом Златном медаљом 1914, Сребрном медаљом 1915, француском медаљом и другим одликовањима.
После рата преселио се у Ниш, где је радио у фабрици дувана. Са супругом Иконијом имао је синове Петра, Миодрага и Петронија и кћери Ранку и Марину.